# برناردو فرناندس
برناردو فرناندس (انگلیسی: Bernardo؛ زادهٔ ۱۴ مهٔ ۱۹۹۵) بازیکن فوتبال اهل برزیل است.
از باشگاه‌هایی که در آن بازی کرده‌است می‌توان به باشگاه فوتبال پونته پرتا، باشگاه فوتبال لایپزیگ، باشگاه فوتبال ردبول زالتسبورگ، و باشگاه فوتبال لیفرینگ اشاره کرد.